# Лікасі
Лікасі (фр. Likasi) — місто у провінції Верхня Катанга на південному сході Демократичної Республіки Конго.

## Географія
Місто розташовано за 120 км на північний захід від Лубумбаші, на висоті 1318 м над рівнем моря.

### Клімат
Місто знаходиться у зоні, котра характеризується вологим субтропічним кліматом. Найтепліший місяць — жовтень із середньою температурою 23.3 °C (73.9 °F). Найхолодніший місяць — липень, із середньою температурою 17 °С (62.6 °F).
| Клімат Лікасі           | Клімат Лікасі | Клімат Лікасі | Клімат Лікасі | Клімат Лікасі | Клімат Лікасі | Клімат Лікасі | Клімат Лікасі | Клімат Лікасі | Клімат Лікасі | Клімат Лікасі | Клімат Лікасі | Клімат Лікасі | Клімат Лікасі |
| Показник                | Січ.          | Лют.          | Бер.          | Квіт.         | Трав.         | Черв.         | Лип.          | Серп.         | Вер.          | Жовт.         | Лист.         | Груд.         | Рік           |
| Середня температура, °C | 21,4          | 21,4          | 21,5          | 21,2          | 19,1          | 17,2          | 17            | 19,3          | 22,1          | 23,3          | 22,3          | 21,4          | 20,6          |
| Норма опадів, мм        | 209.1         | 191.4         | 191.8         | 63.2          | 3.8           | 1             | 0.2           | 0.7           | 10.3          | 55.3          | 160.1         | 206.1         | 1093          |
| Днів з опадами          | 22            | 20,4          | 20,1          | 9,8           | 1,6           | 0             | 0             | 0,1           | 1,5           | 7             | 17,4          | 23            | 122,9         |
| Вологість повітря, %    | 79.2          | 79.4          | 77.7          | 74.1          | 66.3          | 60.1          | 52.9          | 45.7          | 44.3          | 51.1          | 69.4          | 77.6          | 64.8          |
| ----------------------- | ------------- | ------------- | ------------- | ------------- | ------------- | ------------- | ------------- | ------------- | ------------- | ------------- | ------------- | ------------- | ------------- |
| Джерело: Weatherbase    |               |               |               |               |               |               |               |               |               |               |               |               |               |

## Населення
Населення Лікасі станом на 2010 рік складало 422 535 осіб. У 1990-их роках в Лікасі та його околицях ООН організувала центри гуманітарної допомоги й табори для біженців, які постраждали від етнічних конфліктів у регіоні, що збільшило населення міста на 41 000 осіб.

## Економіка
Лікасі є промисловим центром. В околицях є поклади міді та кобальту, що спровокувало будівництво безлічі копалень навколо міста. Є залізнична станція.